# Władimir Dikusarow
Władimir Grigorjewicz Dikusarow (ros. Владимир Григорьевич Дикусаров, ukr. Володимир Григорович Дикусаров, Wołodymyr Hryhorowicz Dikusarow, ur. 23 listopada 1927 w Ługańsku) – radziecki działacz partyjny.

## Życiorys
Ukończył Lwowski Instytut Weterynaryjny, w latach 1945–1947 kierował punktem weterynaryjnym w obwodzie woroszyłowgradzkim (obecnie obwód ługański), a 1947–1948 placówką weterynaryjną w obwodzie zakarpackim, 1948-1951 był II sekretarzem Wołowskiego Komitetu Okręgowego Komsomołu w obwodzie zakarpackim. Od 1949 należał do WKP(b), w latach 1951–1954 był instruktorem Zakarpackiego Komitetu Obwodowego KP(b)U/KPU, od 1954 sekretarzem, potem II sekretarzem tiacziwskiego rejonowego komitetu KPU, następnie do 1962 I sekretarzem mukaczewskiego rejonowego komitetu KPU. Zaocznie ukończył Wyższą Szkołę Partyjną przy KC KPZR, w latach 1962–1963 był sekretarzem KPU mukaczewskiego produkcyjnego zarządu kołchozowo-sowchozowego, 1963–1966 I sekretarzem mukaczewskiego rejonowego komitetu KPU, a od 1966 do czerwca 1972 II sekretarzem Zakarpackiego Komitetu Obwodowego KPU. Od 13 czerwca 1972 do 8 stycznia 1985 był I sekretarzem Czerniowieckiego Komitetu Obwodowego KPU, od 13 lutego 1976 członkiem KC KPU, od 4 stycznia 1985 do 9 lutego 1990 I sekretarzem Chmielnickiego Komitetu Obwodowego KPU, w lutym 1990 przeszedł na emeryturę. Był deputowanym do Rady Najwyższej ZSRR 10. kadencji.